# Леменка
Леменка (рус. Леменка) река је на северозападу европског дела Руске Федерације. Протиче преко преко територије Сољчанског рејона на крајњем западу Новгородске области. Десна је притока реке Шелоњ, те део басена реке Неве и Балтичког мора.
Свој ток започиње у мочварном подручју на око 2 km северозападно од села Бочани, а у Шелоњ се улива код села Илемно. Укупна дужина водотока је 23 km, док је површина сливног подручја око 151 km².
Најваћније притоке су Радуга и Опочинка.